# Kukin
Kukin is een bestuurslaag in het regentschap Sumbawa van de provincie West-Nusa Tenggara, Indonesië. Kukin telt 1215 inwoners (volkstelling 2010).